# Kvalspelet till Europamästerskapet i fotboll 2020 (grupp A)
Kvalspelet till Europamästerskapet i fotboll 2020 (grupp A) spelades från den 22 mars till den 17 november 2019, grupp A består av fem nationer, Bulgarien, England, Kosovo, Montenegro och Tjeckien.

## Tabell
| Nr | Lag        | S | V | O | F | GM | IM | MS  | P  |
| -- | ---------- | - | - | - | - | -- | -- | --- | -- |
| 1  | England    | 8 | 7 | 0 | 1 | 37 | 6  | +31 | 21 |
| 2  | Tjeckien   | 8 | 5 | 0 | 3 | 13 | 11 | +2  | 15 |
| 3  | Kosovo     | 8 | 3 | 2 | 3 | 13 | 16 | −3  | 11 |
| 4  | Bulgarien  | 8 | 1 | 3 | 4 | 6  | 17 | −11 | 6  |
| 5  | Montenegro | 8 | 0 | 3 | 5 | 3  | 22 | −19 | 3  |

## Matcher
Alla tider står i lokal tid.
| 1           | 22 mars 2019 | Bulgarien                | 1 – 1           | Montenegro        | Nationalstadion Vasil Levski                         |                                                      |
| 19:00 UTC+2 | 19:00 UTC+2  | Todor Nedelev 82′ (str.) | (0 – 0) Rapport | 50′ Stefan Mugoša | Sofia Publik: 5 652 Domare: Ruddy Buquet (Frankrike) | Sofia Publik: 5 652 Domare: Ruddy Buquet (Frankrike) |
| 19:00 UTC+2 | 19:00 UTC+2  |                          |                 |                   | Sofia Publik: 5 652 Domare: Ruddy Buquet (Frankrike) | Sofia Publik: 5 652 Domare: Ruddy Buquet (Frankrike) |
| 19:00 UTC+2 | 19:00 UTC+2  |                          |                 |                   | Sofia Publik: 5 652 Domare: Ruddy Buquet (Frankrike) | Sofia Publik: 5 652 Domare: Ruddy Buquet (Frankrike) |

| 2           | 22 mars 2019 | England                                                                      | 5 – 0           | Tjeckien | Wembley Stadium                                            |                                                            |
| 19:45 UTC+0 | 19:45 UTC+0  | Raheem Sterling 24′, 62′, 68′ Harry Kane 45+2′ (str.) Tomáš Kalas 84′ (sjm.) | (2 – 0) Rapport |          | London Publik: 82 575 Domare: Artur Soares Dias (Portugal) | London Publik: 82 575 Domare: Artur Soares Dias (Portugal) |
| 19:45 UTC+0 | 19:45 UTC+0  |                                                                              |                 |          | London Publik: 82 575 Domare: Artur Soares Dias (Portugal) | London Publik: 82 575 Domare: Artur Soares Dias (Portugal) |
| 19:45 UTC+0 | 19:45 UTC+0  |                                                                              |                 |          | London Publik: 82 575 Domare: Artur Soares Dias (Portugal) | London Publik: 82 575 Domare: Artur Soares Dias (Portugal) |

| 3           | 25 mars 2019 | Kosovo           | 1 – 1           | Bulgarien          | Stadiumi Fadil Vokrri                                       |                                                             |
| 20:45 UTC+1 | 20:45 UTC+1  | Arbër Zeneli 61′ | (0 – 1) Rapport | 39′ Vasil Bozhikov | Pristina Publik: 12 580 Domare: Gediminas Mažeika (Litauen) | Pristina Publik: 12 580 Domare: Gediminas Mažeika (Litauen) |
| 20:45 UTC+1 | 20:45 UTC+1  |                  |                 |                    | Pristina Publik: 12 580 Domare: Gediminas Mažeika (Litauen) | Pristina Publik: 12 580 Domare: Gediminas Mažeika (Litauen) |
| 20:45 UTC+1 | 20:45 UTC+1  |                  |                 |                    | Pristina Publik: 12 580 Domare: Gediminas Mažeika (Litauen) | Pristina Publik: 12 580 Domare: Gediminas Mažeika (Litauen) |

| 4           | 25 mars 2019 | Montenegro        | 1 – 5           | England                                                                    | Stadion Pod Goricom                                        |                                                            |
| 20:45 UTC+1 | 20:45 UTC+1  | Marko Vešović 18′ | (1 – 2) Rapport | 30′ Michael Keane 39′, 59′ Ross Barkley 71′ Harry Kane 81′ Raheem Sterling | Podgorica Publik: 8 329 Domare: Aleksei Kulbakov (Belarus) | Podgorica Publik: 8 329 Domare: Aleksei Kulbakov (Belarus) |
| 20:45 UTC+1 | 20:45 UTC+1  |                   |                 |                                                                            | Podgorica Publik: 8 329 Domare: Aleksei Kulbakov (Belarus) | Podgorica Publik: 8 329 Domare: Aleksei Kulbakov (Belarus) |
| 20:45 UTC+1 | 20:45 UTC+1  |                   |                 |                                                                            | Podgorica Publik: 8 329 Domare: Aleksei Kulbakov (Belarus) | Podgorica Publik: 8 329 Domare: Aleksei Kulbakov (Belarus) |

| 5           | 7 juni 2019 | Tjeckien                | 2 – 1           | Bulgarien     | Stadion Letná                                     |                                                   |
| 20:45 UTC+2 | 20:45 UTC+2 | Patrick Schick 20′, 50′ | (1 – 1) Rapport | 3′ Ismail Isa | Prag Publik: 13 482 Domare: Tamás Bognár (Ungern) | Prag Publik: 13 482 Domare: Tamás Bognár (Ungern) |
| 20:45 UTC+2 | 20:45 UTC+2 |                         |                 |               | Prag Publik: 13 482 Domare: Tamás Bognár (Ungern) | Prag Publik: 13 482 Domare: Tamás Bognár (Ungern) |
| 20:45 UTC+2 | 20:45 UTC+2 |                         |                 |               | Prag Publik: 13 482 Domare: Tamás Bognár (Ungern) | Prag Publik: 13 482 Domare: Tamás Bognár (Ungern) |

| 6           | 7 juni 2019 | Montenegro        | 1 – 1           | Kosovo            | Stadion Pod Goricom                                  |                                                      |
| 20:45 UTC+2 | 20:45 UTC+2 | Stefan Mugoša 69′ | (0 – 1) Rapport | 24′ Milot Rashica | Podgorica Publik: 0 Domare: Daniele Orsato (Italien) | Podgorica Publik: 0 Domare: Daniele Orsato (Italien) |
| 20:45 UTC+2 | 20:45 UTC+2 |                   |                 |                   | Podgorica Publik: 0 Domare: Daniele Orsato (Italien) | Podgorica Publik: 0 Domare: Daniele Orsato (Italien) |
| 20:45 UTC+2 | 20:45 UTC+2 |                   |                 |                   | Podgorica Publik: 0 Domare: Daniele Orsato (Italien) | Podgorica Publik: 0 Domare: Daniele Orsato (Italien) |

| 7           | 10 juni 2019 | Bulgarien                              | 2 – 3           | Kosovo                                                | Nationalstadion Vasil Levski                                        |                                                                     |
| 21:45 UTC+3 | 21:45 UTC+3  | Ivelin Popov 43′ Kristian Dimitrov 55′ | (1 – 1) Rapport | 14′ Milot Rashica 64′ Vedat Muriqi 90+3′ Elba Rashani | Sofia Publik: 4 994 Domare: Mads-Kristoffer Kristoffersen (Danmark) | Sofia Publik: 4 994 Domare: Mads-Kristoffer Kristoffersen (Danmark) |
| 21:45 UTC+3 | 21:45 UTC+3  |                                        |                 |                                                       | Sofia Publik: 4 994 Domare: Mads-Kristoffer Kristoffersen (Danmark) | Sofia Publik: 4 994 Domare: Mads-Kristoffer Kristoffersen (Danmark) |
| 21:45 UTC+3 | 21:45 UTC+3  |                                        |                 |                                                       | Sofia Publik: 4 994 Domare: Mads-Kristoffer Kristoffersen (Danmark) | Sofia Publik: 4 994 Domare: Mads-Kristoffer Kristoffersen (Danmark) |

| 8           | 10 juni 2019 | Tjeckien                                                             | 3 – 0           | Montenegro | Andrův stadion                                                 |                                                                |
| 20:45 UTC+2 | 20:45 UTC+2  | Jakub Jankto 18′ Boris Kopitović 49′ (sjm.) Patrik Schick 82′ (str.) | (1 – 0) Rapport |            | Olomouc Publik: 11 565 Domare: Vladislav Bezborodov (Ryssland) | Olomouc Publik: 11 565 Domare: Vladislav Bezborodov (Ryssland) |
| 20:45 UTC+2 | 20:45 UTC+2  |                                                                      |                 |            | Olomouc Publik: 11 565 Domare: Vladislav Bezborodov (Ryssland) | Olomouc Publik: 11 565 Domare: Vladislav Bezborodov (Ryssland) |
| 20:45 UTC+2 | 20:45 UTC+2  |                                                                      |                 |            | Olomouc Publik: 11 565 Domare: Vladislav Bezborodov (Ryssland) | Olomouc Publik: 11 565 Domare: Vladislav Bezborodov (Ryssland) |

| 9           | 7 september 2019 | Kosovo                              | 2 – 1           | Tjeckien          | Stadiumi Fadil Vokrri                                          |                                                                |
| 15:00 UTC+2 | 15:00 UTC+2      | Vedat Muriqi 20′ Mërgim Vojvoda 67′ | (1 – 1) Rapport | 16′ Patrik Schick | Pristina Publik: 12 678 Domare: Danny Makkelie (Nederländerna) | Pristina Publik: 12 678 Domare: Danny Makkelie (Nederländerna) |
| 15:00 UTC+2 | 15:00 UTC+2      |                                     |                 |                   | Pristina Publik: 12 678 Domare: Danny Makkelie (Nederländerna) | Pristina Publik: 12 678 Domare: Danny Makkelie (Nederländerna) |
| 15:00 UTC+2 | 15:00 UTC+2      |                                     |                 |                   | Pristina Publik: 12 678 Domare: Danny Makkelie (Nederländerna) | Pristina Publik: 12 678 Domare: Danny Makkelie (Nederländerna) |

| 10          | 7 september 2019 | England                                                    | 4 – 0           | Bulgarien | Wembley Stadium                                     |                                                     |
| 17:00 UTC+1 | 17:00 UTC+1      | Harry Kane 24′, 50′ (str.), 73′ (str.) Raheem Sterling 55′ | (1 – 0) Rapport |           | London Publik: 82 605 Domare: Marco Guida (Italien) | London Publik: 82 605 Domare: Marco Guida (Italien) |
| 17:00 UTC+1 | 17:00 UTC+1      |                                                            |                 |           | London Publik: 82 605 Domare: Marco Guida (Italien) | London Publik: 82 605 Domare: Marco Guida (Italien) |
| 17:00 UTC+1 | 17:00 UTC+1      |                                                            |                 |           | London Publik: 82 605 Domare: Marco Guida (Italien) | London Publik: 82 605 Domare: Marco Guida (Italien) |

| 11          | 10 september 2019 | England                                                                             | 5 – 3           | Kosovo                                        | St Mary's Stadium                                          |                                                            |
| 19:45 UTC+1 | 19:45 UTC+1       | Raheem Sterling 8′ Harry Kane 19′ Mërgim Vojvoda 38′ (sjm.) Jadon Sancho 44′, 45+1′ | (5 – 1) Rapport | 1′, 49′ Valon Berisha 55′ (str.) Vedat Muriqi | Southampton Publik: 30 155 Domare: Felix Zwayer (Tyskland) | Southampton Publik: 30 155 Domare: Felix Zwayer (Tyskland) |
| 19:45 UTC+1 | 19:45 UTC+1       |                                                                                     |                 |                                               | Southampton Publik: 30 155 Domare: Felix Zwayer (Tyskland) | Southampton Publik: 30 155 Domare: Felix Zwayer (Tyskland) |
| 19:45 UTC+1 | 19:45 UTC+1       |                                                                                     |                 |                                               | Southampton Publik: 30 155 Domare: Felix Zwayer (Tyskland) | Southampton Publik: 30 155 Domare: Felix Zwayer (Tyskland) |

| 12          | 10 september 2019 | Montenegro | 0 – 3           | Tjeckien                                                         | Stadion Pod Goricom                                     |                                                         |
| 20:45 UTC+2 | 20:45 UTC+2       |            | (0 – 0) Rapport | 54′ Tomáš Souček 58′ Lukáš Masopust 90+4′ (str.) Vladimír Darida | Podgorica Publik: 5 951 Domare: Ali Palabıyık (Turkiet) | Podgorica Publik: 5 951 Domare: Ali Palabıyık (Turkiet) |
| 20:45 UTC+2 | 20:45 UTC+2       |            |                 |                                                                  | Podgorica Publik: 5 951 Domare: Ali Palabıyık (Turkiet) | Podgorica Publik: 5 951 Domare: Ali Palabıyık (Turkiet) |
| 20:45 UTC+2 | 20:45 UTC+2       |            |                 |                                                                  | Podgorica Publik: 5 951 Domare: Ali Palabıyık (Turkiet) | Podgorica Publik: 5 951 Domare: Ali Palabıyık (Turkiet) |

| 13          | 11 oktober 2019 | Tjeckien                            | 2 – 1           | England              | Sinobo Stadium                                        |                                                       |
| 20:45 UTC+2 | 20:45 UTC+2     | Jakub Brabec 9′ Zdeněk Ondrášek 85′ | (1 – 1) Rapport | 5′ (str.) Harry Kane | Prag Publik: 18 651 Domare: Damir Skomina (Slovenien) | Prag Publik: 18 651 Domare: Damir Skomina (Slovenien) |
| 20:45 UTC+2 | 20:45 UTC+2     |                                     |                 |                      | Prag Publik: 18 651 Domare: Damir Skomina (Slovenien) | Prag Publik: 18 651 Domare: Damir Skomina (Slovenien) |
| 20:45 UTC+2 | 20:45 UTC+2     |                                     |                 |                      | Prag Publik: 18 651 Domare: Damir Skomina (Slovenien) | Prag Publik: 18 651 Domare: Damir Skomina (Slovenien) |

| 14          | 11 oktober 2019 | Montenegro | 0 – 0   | Bulgarien | Stadion Pod Goricom                                      |                                                          |
| 20:45 UTC+2 | 20:45 UTC+2     |            | Rapport |           | Podgorica Publik: 2 743 Domare: Andreas Ekberg (Sverige) | Podgorica Publik: 2 743 Domare: Andreas Ekberg (Sverige) |
| 20:45 UTC+2 | 20:45 UTC+2     |            |         |           | Podgorica Publik: 2 743 Domare: Andreas Ekberg (Sverige) | Podgorica Publik: 2 743 Domare: Andreas Ekberg (Sverige) |
| 20:45 UTC+2 | 20:45 UTC+2     |            |         |           | Podgorica Publik: 2 743 Domare: Andreas Ekberg (Sverige) | Podgorica Publik: 2 743 Domare: Andreas Ekberg (Sverige) |

| 15          | 14 oktober 2019 | Bulgarien | 0 – 6           | England                                                                            | Nationalstadion Vasil Levski                       |                                                    |
| 21:45 UTC+3 | 21:45 UTC+3     |           | (0 – 4) Rapport | 7′ Marcus Rashford 20′, 32′ Ross Barkley 45+3′, 69′ Raheem Sterling 85′ Harry Kane | Sofia Publik: 17 481 Domare: Ivan Bebek (Kroatien) | Sofia Publik: 17 481 Domare: Ivan Bebek (Kroatien) |
| 21:45 UTC+3 | 21:45 UTC+3     |           |                 |                                                                                    | Sofia Publik: 17 481 Domare: Ivan Bebek (Kroatien) | Sofia Publik: 17 481 Domare: Ivan Bebek (Kroatien) |
| 21:45 UTC+3 | 21:45 UTC+3     |           |                 |                                                                                    | Sofia Publik: 17 481 Domare: Ivan Bebek (Kroatien) | Sofia Publik: 17 481 Domare: Ivan Bebek (Kroatien) |

| 16          | 14 oktober 2019 | Kosovo                             | 2 – 0           | Montenegro | Stadiumi Fadil Vokrri                                        |                                                              |
| 20:45 UTC+2 | 20:45 UTC+2     | Amir Rrahmani 10′ Vedat Muriqi 35′ | (2 – 0) Rapport |            | Pristina Publik: 12 600 Domare: Artur Soares Dias (Portugal) | Pristina Publik: 12 600 Domare: Artur Soares Dias (Portugal) |
| 20:45 UTC+2 | 20:45 UTC+2     |                                    |                 |            | Pristina Publik: 12 600 Domare: Artur Soares Dias (Portugal) | Pristina Publik: 12 600 Domare: Artur Soares Dias (Portugal) |
| 20:45 UTC+2 | 20:45 UTC+2     |                                    |                 |            | Pristina Publik: 12 600 Domare: Artur Soares Dias (Portugal) | Pristina Publik: 12 600 Domare: Artur Soares Dias (Portugal) |

| 17          | 14 november 2019 | Tjeckien           | 2 – 1           | Kosovo          | Doosan Arena                                           |                                                        |
| 20:45 UTC+1 | 20:45 UTC+1      | Alex Král 71′, 79′ | (0 – 0) Rapport | 50′ Atdhe Nuhiu | Plzeň Publik: 10 986 Domare: Gianluca Rocchi (Italien) | Plzeň Publik: 10 986 Domare: Gianluca Rocchi (Italien) |
| 20:45 UTC+1 | 20:45 UTC+1      |                    |                 |                 | Plzeň Publik: 10 986 Domare: Gianluca Rocchi (Italien) | Plzeň Publik: 10 986 Domare: Gianluca Rocchi (Italien) |
| 20:45 UTC+1 | 20:45 UTC+1      |                    |                 |                 | Plzeň Publik: 10 986 Domare: Gianluca Rocchi (Italien) | Plzeň Publik: 10 986 Domare: Gianluca Rocchi (Italien) |

| 18          | 14 november 2019 | England | 7 – 0           | Montenegro | Wembley Stadium                                             |                                                             |
| 19:45 UTC+0 | 19:45 UTC+0      | Alex Oxlade-Chamberlain 11′ Harry Kane 19′, 24′, 37′ Marcus Rashford 30′ Aleksandar Šofranac 66′ (sjm.) Tammy Abraham 84′ | (5 – 0) Rapport |            | London Publik: 77 277 Domare: Antonio Mateu Lahoz (Spanien) | London Publik: 77 277 Domare: Antonio Mateu Lahoz (Spanien) |
| 19:45 UTC+0 | 19:45 UTC+0      | |                 |            | London Publik: 77 277 Domare: Antonio Mateu Lahoz (Spanien) | London Publik: 77 277 Domare: Antonio Mateu Lahoz (Spanien) |
| 19:45 UTC+0 | 19:45 UTC+0      | |                 |            | London Publik: 77 277 Domare: Antonio Mateu Lahoz (Spanien) | London Publik: 77 277 Domare: Antonio Mateu Lahoz (Spanien) |

| 19          | 17 november 2019 | Bulgarien          | 1 – 0           | Tjeckien | Vasil Levski National Stadium                     |                                                   |
| 19:00 UTC+2 | 19:00 UTC+2      | Vasil Bozhikov 56′ | (0 – 0) Rapport |          | Sofia Publik: 0 Domare: Sergei Karasev (Ryssland) | Sofia Publik: 0 Domare: Sergei Karasev (Ryssland) |
| 19:00 UTC+2 | 19:00 UTC+2      |                    |                 |          | Sofia Publik: 0 Domare: Sergei Karasev (Ryssland) | Sofia Publik: 0 Domare: Sergei Karasev (Ryssland) |
| 19:00 UTC+2 | 19:00 UTC+2      |                    |                 |          | Sofia Publik: 0 Domare: Sergei Karasev (Ryssland) | Sofia Publik: 0 Domare: Sergei Karasev (Ryssland) |

| 20          | 17 november 2019 | Kosovo | 0 – 4           | England                                                              | Stadiumi Fadil Vokrri                             |                                                   |
| 18:00 UTC+1 | 18:00 UTC+1      |        | (0 – 1) Rapport | 32′ Harry Winks 79′ Harry Kane 83′ Marcus Rashford 90+1′ Mason Mount | Pristina Publik: 12 326 Domare: Paweł Gil (Polen) | Pristina Publik: 12 326 Domare: Paweł Gil (Polen) |
| 18:00 UTC+1 | 18:00 UTC+1      |        |                 |                                                                      | Pristina Publik: 12 326 Domare: Paweł Gil (Polen) | Pristina Publik: 12 326 Domare: Paweł Gil (Polen) |
| 18:00 UTC+1 | 18:00 UTC+1      |        |                 |                                                                      | Pristina Publik: 12 326 Domare: Paweł Gil (Polen) | Pristina Publik: 12 326 Domare: Paweł Gil (Polen) |

## Anmärkningslista
1. ↑  Montenegro sanktionerades av UEFA för att spela en hemmamatch (mot Kosovo den 7 juni 2019) utan åskådare för rasistiskt beteende i sin hemmamatch mot England.[6]
2. ↑  Bulgarien sanktionerades av UEFA för att spela en hemmamatch (mot Tjeckien den 17 november 2019) utan åskådare för rasistiskt beteende i sin hemmamatch mot England.[19]